# 班頓拉無鬚魮
班頓拉無鬚魮（学名：Puntius bandula）為輻鰭魚綱鯉形目鯉科的其中一個種，被IUCN列為極危保育類動物，分布於亞洲斯里蘭卡，體長可達4.1公分，棲息在低地小溪或溝渠，可做為觀賞魚。